# Bugaj (Ruda-Bugaj)
Bugaj – część wsi Ruda-Bugaj w Polsce położona w województwie łódzkim, w powiecie zgierskim, w gminie Aleksandrów Łódzki. Dawniej samodzielna wieś.
W latach 1975–1998 część administracyjnie należała do ówczesnego województwa łódzkiego.